# Stehlikiana obesula
Stehlikiana obesula är en insektsart som först beskrevs av Jacobi 1905.  Stehlikiana obesula ingår i släktet Stehlikiana och familjen dvärgstritar. Inga underarter finns listade i Catalogue of Life.